# Loge Le Préjugé Vaincu
Loge Le Préjugé Vaincu is een vrijmetselaarsloge in Deventer opgericht in 1784, vallende onder het Grootoosten der Nederlanden.

## Geschiedenis

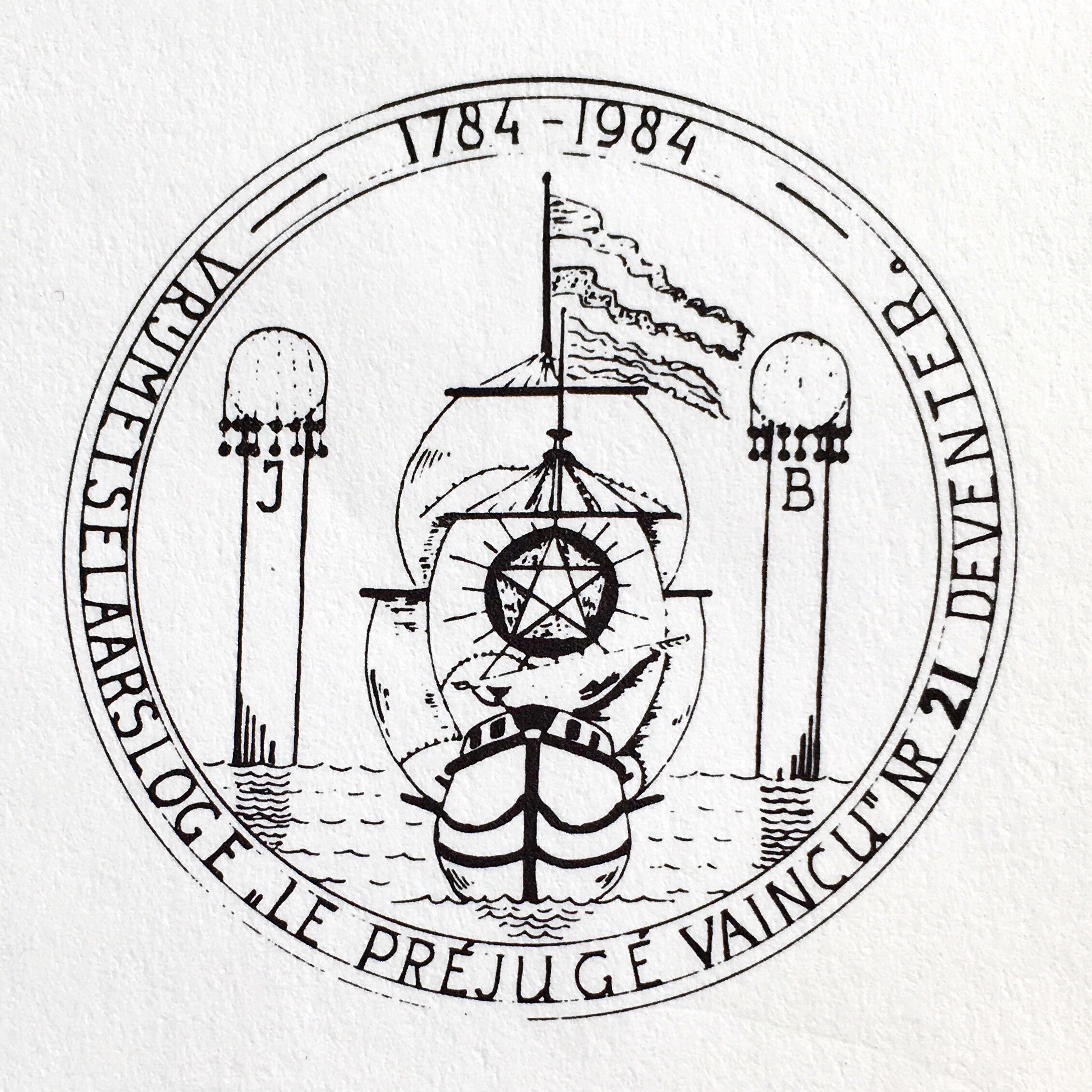
Een andere stempel gebruikt door de loge

De oprichters van deze loge waren: Martinus van Doorninck, Pieter Jacob Paets, Gerrit Jan Jacobson, A. Cock, Adolph Hendrik Cramer, Antony Pieter van Westerfeld, Willem Laurens Storm van ’s-Gravenzande, A.H.A.C. van Haersholte en Wilhelm Umbgrove. De loge werd geïnstalleerd op 20 oktober 1784.
In mei 1788 werd vrijmetselarij door de stadsregering verboden en al haar eigendommen verbeurd verklaard. Aldus verboden: “Dat het de magistraat van Deventer, tot hun innig leedweezen goed gedagt heeft, bij resolutie van d’ 9 Oct. 1787, welke deze ingeslooten is, de Loge Le Préjugé Vaincu te vernietigen en derzelver zamenkomsten te verbieden…”
Op 21 februari 1798 werden de werkzaamheden definitief herstart in Deventer. In de tussenliggende periode kwamen de leden op onregelmatige tijden in het geheim bijeen buiten de stad. Tijdens de Tweede Wereldoorlog werden de werkzaamheden niet gestaakt. De leden kwamen op onregelmatige tijden ‘ondergronds’ bijeen.

## Naamgeving en onderscheidingskleuren
“Het overwonnen vooroordeel”. De overheid was ten tijde van de oprichting van de Loge tegen de maçonnerie gekeerd. De onderscheidingskleuren zijn geel en zwart.
Vrijmetselarij · Beginselen · Geschiedenis · Symbolen · Vrijmetselaarsloge · Ordegrondwet · Obediëntie · Regulariteit en irregulariteit · Ritus · Graden · Grootmeester · Gemengde vrijmetselarij · Para-vrijmetselarij · Antivrijmetselarij · Vrijmetselarij in Nederland · Vrijmetselarij in België · Internationale vrijmetselarij
>>> Meer info op Portaal:Vrijmetselarij <<<